# 愛與淚相隨
《淚光閃閃》，是為東京廣播公司（TBS）開台50週年紀念計劃的日本電影，劇情是根據夏川里美演唱的流行曲《淚光閃閃》歌詞改編，由《現在，很想見你》導演土井裕泰執導。此片創下300萬觀影人次，票房突破30億日圓，成為2006年日本年度十大賣座電影。

## 劇情概要
「不論發生任何事，都會守護小薰。」
住在沖繩縣那霸市的新垣洋太郎（妻夫木聰飾）為了實現夢想──在市內開一家酒館而不斷努力工作。同時，自少時便住在離島的新垣薰（洋太郎之妹，長澤雅美飾）因考上高中而搬回那霸居住。
洋太郎和小薰本無血緣關係，只是二人年幼時，因為洋太郎的母親改嫁給小薰的父親，二人才以兄妹相稱。之後，小薰的父親弃家而去，洋太郎的母親因病去世，洋太郎按照母親遺命，把薰送到住在島上的外婆撫養，而自己一直打工賺錢，照顧妹妹。
小薰初来那霸，十分高兴能与哥哥重逢，但她很快发现，洋太郎已经交到女朋友，准备报考醫學院，继承父亲医院的稻嶺惠子。洋太郎为了让小薰就读大学，努力工作。他用存下來的積蓄買下一家酒馆，却在开业的前夜勒令交出。原来洋太郎受到騙子欺騙，酒馆已经被原主转卖他人。洋太郎因此身負鉅額債務，在島上開設酒館的夢想破滅。于此同时，惠子的父亲提出帮洋太郎还清债务，但要求他和惠子分手，因为两人已不是同一个世界的人了。洋太郎也有此感觉，但他拒绝惠子父亲的帮助，做苦工来还债，也和惠子分手。洋太郎听学校老师說小薰的成绩必能考上大学，十分高兴。小薰却不忍哥哥辛苦，瞒着洋太郎打工。小薰和洋太郎慢慢发觉自己深爱对方，但礙於有名無實的「兄妹」枷鎖，只能各自压抑自己的感情。无法面对的小薰終於在考上琉球大學後搬走。
在小薰的20歲成人禮前，沖繩群島遭受颱風突襲。夜里，小薰家的窗子被狂风下的树枝砸破。小薰最彷徨无助之时，洋太郎突然赶到，帮小薰堵住窗口，但洋太郎却病重跌倒。小薰致电惠子，将洋太郎送到医院，发现洋太郎因长年工作辛勞，罹患心肌炎。最终洋太郎病情恶化，终告不治。
葬礼之後，小薰收到洋太郎之前寄来的成人礼用的和服。小薰读着洋太郎附上的祝贺信，忍不住泪如雨下……

## 得獎記錄
- 第30回日本電影金像獎：
  - 優秀男主演賞：妻夫木聰（提名）
  - 優秀女主演賞：長澤雅美（提名）

## 主要演員
- 新垣洋太郎：妻夫木聰（主演）（幼年：廣田亮平）（香港配音：曹啟謙、幼年：謝潔貞）
- 新垣薰：長澤雅美（主演）（幼年：佐佐木麻緒、春名風花）（香港配音：黃紫嫻）
- 稻嶺惠子：麻生久美子（香港配音：曾秀清）
- 島袋勇一：塚本高史（香港配音：梁偉德）
- 金城昭嘉（小薰的父親）：中村達也（香港配音：蕭徽勇）
- 新垣美戶[1]（外婆）：平良登美
- 小綠：森下愛子
- 醫生：大森南朋
- 龜岡：船越英一郎（友情客串）
- 稲嶺義郎（惠子的父親）：橋爪功
- 新垣光江（洋太郎的母親）：小泉今日子（香港配音：黃玉娟）
- 小薰高中的班導：與座嘉秋

## 製作人員
- 製作人：八木康夫
- 導演：土井裕泰
- 劇本：吉田紀子
- 副導演：豬腰弘之
- 監製：濱名一哉 那須田淳 進藤淳一
- 音樂：千住明
- 攝影：濱田毅
- 美術：小川富美夫
- 燈光：松岡泰彦
- 錄音：武進
- 編輯：穗垣順之助
- 記錄：鈴木一美
- 製作擔當：森太郎
- 主題歌：「淚光閃閃」（Victor娛樂集團）
  - 作詞：森山良子
  - 作曲：BEGIN
  - 主唱：夏川里美
- 插曲：「三線之花」（Teichiku娛樂集團）
  - 主唱：BEGIN
- 共同製作：フィルムフェイス（日语：フィルムフェイス）
- 發行：東寶株式會社
- 製作：「涙光閃閃」製作委員會（TBS、Amuse株式會社、東寶、Horipro、TBS R&C、MBS）

## 外部連結
- 中文官網 （页面存档备份，存于）
- DVD版官方網頁 （页面存档备份，存于）